# Stachorutes
Genre
Stachorutes est un genre de collemboles de la famille des Neanuridae.

## Liste des espèces
Selon Checklist of the Collembola of the World (version du 3 novembre 2019)) :
- Stachorutes cabagnerensis Simón-Benito, Espantaleón & García-Barros, 2005
- Stachorutes cuihuaensis Gao & Yin, 2007
- Stachorutes dallaii Weiner & Najt, 1998
- Stachorutes dematteisi Dallai, 1973
- Stachorutes escobarae (Palacios-Vargas, 1990)
- Stachorutes gracilis Smolis & Shvejonkova, 2006
- Stachorutes jizuensis Tamura & Zhao, 1997
- Stachorutes longirostris Deharveng & Lienhard, 1983
- Stachorutes maya Thibaud & Palacios-Vargas, 2000
- Stachorutes najtae Fanciulli, Dallai, Frati & Carapelli, 2017
- Stachorutes navajellus Fjellberg, 1984
- Stachorutes ruseki Kovác, 1999
- Stachorutes scherae Deharveng & Lienhard, 1983
- Stachorutes sphagnophilus Slawska, 1996
- Stachorutes tatricus Smolis & Skarzynski, 2002
- Stachorutes tieni Pomorski & Smolis, 1999
- Stachorutes triocellatus Pomorski & Smolis, 1999
- Stachorutes valdeaibarensis Arbea & Jordana, 1991

## Publication originale
- Dallai, 1973 : Ricerche sui Collemboli 16. Stachorutes dematteisi n. gen., n. sp., Micranurida intermedia n. sp. e considerazioni sul genere Micranurida. Redia, vol. 54, p. 23-31.